# Сиамун
Сиамун (Netjerkheperre-setepenamun Siamun), букв. Син на Амон, е фараон от 21-ва династия. В списъка на Манетон фигурира с името Psinachês, властвал 9 години, вероятно сгрешено, тъй като Сиамун всъщност е управлявал поне 17 години, ок. 986 – 967 г. пр.н.е. или 978 – 959 г. пр.н.е.
Произхода на Сиамун е неясен, но не е отхвърлена вероятността да е син или друг родственик на неговия предшественик Осоркон Стари, или на друг владетел от династията. Според други теории Сиамун е женен за дъщеря на Осоркон Стари
Сиамун е първият владетел в историята на Египет, при който е засвидетелствано названието „Фараон“, (Per aa, букв. „голям дом“ или „палат“), като официална титла върху надписи.
Наред с Псусенес I, Сиамун е най-значителният фараон от династията. При неговото управление Египет води активна външна политика за пръв път от няколко века. Той воюва успешно срещу филистимците, които изтласква от крайбрежието на Палестина към пустинята. Така са подсигурени сухопътните транспортни връзки на Египет с финикийските градове. Сиамун е съвременник на знаменитите еврейски царе Давид и Соломон, с които поддържа добри отношения и вероятно сключва съюз срещу филистимците. Може би превзема и разрушава ханаанитската крепост Гезер, която дава на Соломон. Според Стария завет (3 Царе 9:16), фараонът (не е споменат поименно) дава на Соломон една от своите дъщери като жена. Отношенията между Египет и Израел в този период, все пак остават полу-хипотетични и не са възприети като безспорен факт от всички египтолози.
Необичайно за този период е мащабното строителство на Сиамун, който издига нов храм на Амон в Мемфис. По негово време е разширен храма на Амон в Танис. Погребението на Сиамун не е потвърдено със сигурност, но учените предполагат че е положен в гробницата на Псусенес I (NRT III, отворена през 1939 г.) в Танис, ако се съди по намерените там 374 ушебти (шабти) с неговото име. Заради влажния климат в Долен Египет, мумията приписвана на Сиамун е изгнила до скелет, а намерените артефакти са доста скромни.
Сиамун няма засвидетелствани синове и е наследен от Псусенес II, властващ паралелно като върховен жрец на Амон в Тива.